# 哈纳雷河

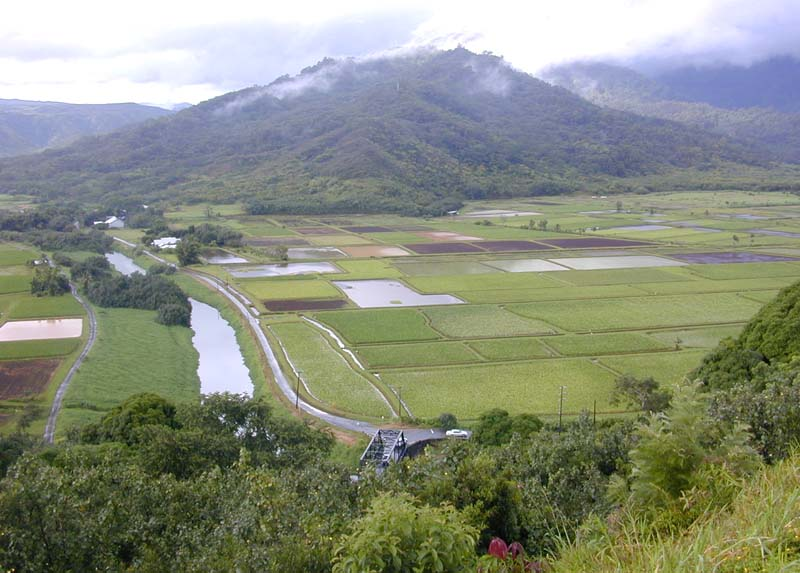
Lower Hanalei Valley as seen from the overlook near Princeville. Hanalei (town) is to the right.

22°13′04″N 159°30′03″W / 22.21778°N 159.50083°W
哈纳雷河（英語：Hanalei River）是夏威夷考艾岛上的一条河流。